# Соціал-демократична партія (Велика Британія)
Соціал-демократична партія (англ. Social Democratic Party) — політична партія у Великій Британії, що діяла у 1981–1988 роках.
Виникнення СДП пов'язано з невдоволенням частини верхівки Лейбористської партії надмірно лівою, на їх погляд, політикою партійного керівництва. Четверо впливових політиків правого ухилу, Рой Дженкінс, Девід Оуен, Білл Роджерс і Ширлі Вільямс, отримали прізвисько «банди чотирьох» (алюзія на групу з тією ж назвою у компартії Китаю), виступили з критикою партійного керівництва і незабаром покинули склад партії, утворивши СДП. На виборах керівництва партії переміг Рой Дженкінс. До партії приєдналися 28 лейбористських депутатів Палати громад, а також один депутат-консерватор.
Невдовзі після створення партія утворила союз з Ліберальною партією. Лідерами союзу, створеного насамперед для спільної участі у виборах, стали Рой Дженкінс від СДП і Девід Стіл від ЛП.
На парламентських виборах 1983 кандидати від союзу ЛП і СДП отримали 7780000 голосів (25,4%) і 23 місця у Палаті громад. У 1984 році союз ЛП-СДП брав участь у виборах до Європарламенту, однак йому не вдалося отримати жодного місця, хоча він і набрав 19% голосів у Англії, Уельсі та Шотландії. На парламентських виборах 1987 кандидати ЛП-СДП отримали 7,34 мільйона голосів (22,6%) і 22 депутатських мандата.
3 березня 1988 року обидві партії ухвалили рішення про злиття, утворивши існуючу і донині Партію соціальних і ліберальних демократів, яка потім була перейменована у Партію ліберальних демократів.
Частина соціал-демократів, незгодних з об'єднанням з лібералами, створили нову партію під назвою СДП (Social Democratic Party (UK, 1988), потім Social Democratic Party (UK, 1990)).

## Лідери партії
- Рой Дженкінс, 7 липня 1981 — 13 червня 1983
- Девід Оуен, 13 червня 1983 — 14 червня 1987
- Роберт Макленнан, 14 червня 1987 — 3 березня 1988